# Copa Castilla y León de fútbol 2011-12
La Copa de Castilla y León de fútbol es un torneo de fútbol español entre clubes de Castilla y León. En esta tercera edición resultó ganador el C.D. Mirandés, que se alzó por primera vez con el trofeo, tras vencer en la final al Villaralbo Club de Fútbol por 0-1.

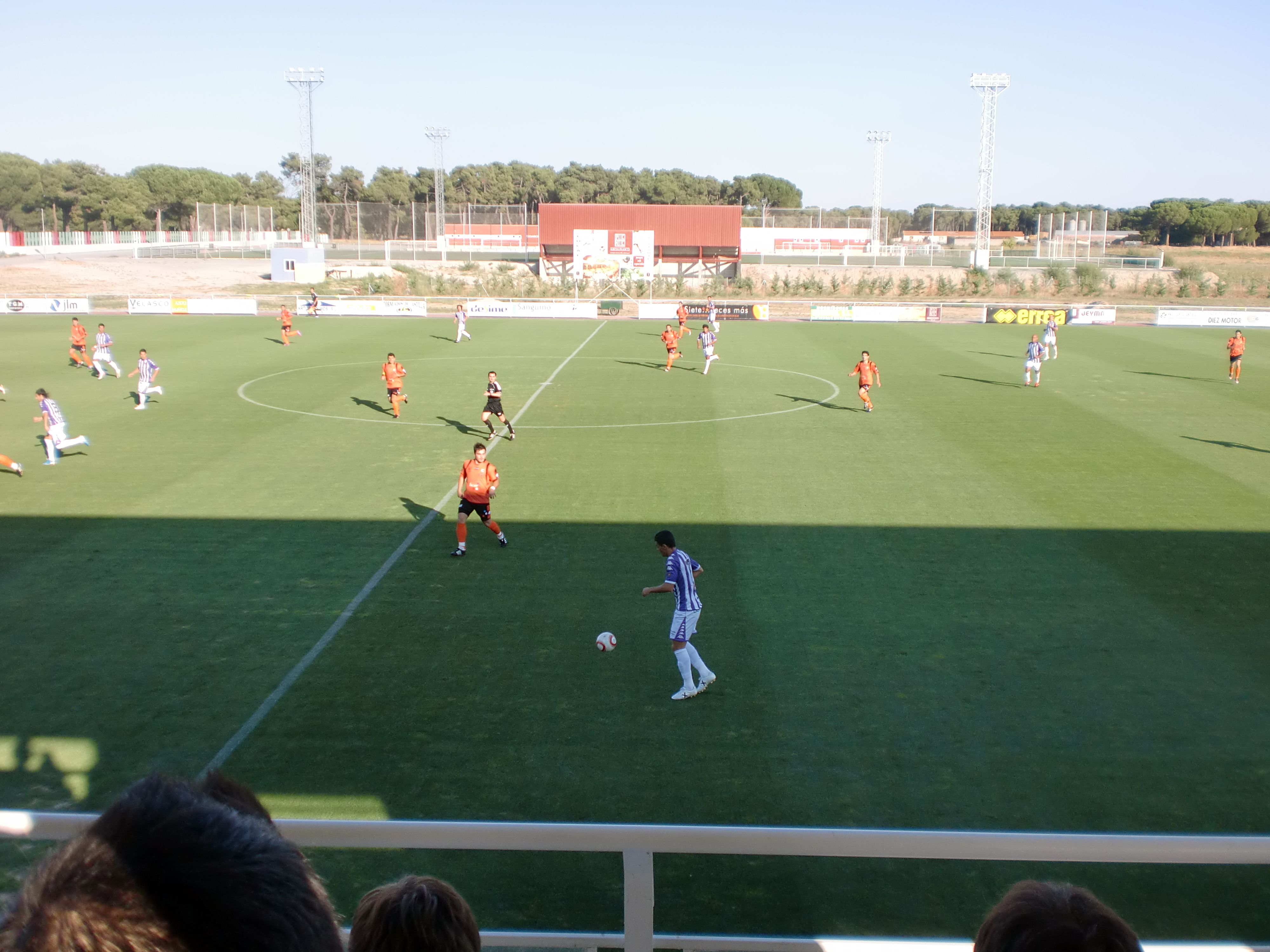
Partido de cuartos de final entre el C.D. Íscar y el Real Valladolid

## Planteamiento inicial
La tercera edición de la Copa de Castilla y León de fútbol trae consigo varias novedades respecto a las dos anteriores ediciones. A saber:
- Ampliación del número de equipos de 12 a 20 equipos. Con esta medida, entran más equipos de Tercera División que no podían acceder al campeonato en anteriores ediciones.
- Eliminación de la fase de liguilla por grupos, pasando a ser toda la competición a eliminatoria directa. Lo cual implica ahorro económico a muchos equipos que en fase de grupos habían de pagar los viajes de los equipos visitantes, llegando un mismo equipo a pagar incluso cuatro viajes en una misma competición (a pesar de todo, esta norma de pagar el viaje del equipo visitante sigue vigente). Además, supone la eliminación de partidos intrascendentes que se tenían que jugar aunque ya estuviera decidido el equipo clasificado del grupo para semifinales. Con esta modificación, todos los partidos son trascendentes.
- Los equipos de Segunda División de la temporada 2010-11 entrarán en competición en Cuartos de final, mientras que el resto de equipos participantes lo harán desde la Primera Ronda, necesitando ganar dos eliminatorias para llegar a dicha ronda de cuartos de final.
- Se adelanta la fecha de la final. Si anteriormente la final estaba prevista que se jugase en fechas cercanas al Día de Castilla y León, a partir de este año se jugará un mes después de la disputa de las semifinales. Con esto se quieren solucionar los problemas habidos en las dos ediciones anteriores en las que los finalistas se encontraban con problemas en sus campeonatos ligueros y se retrasaba la final sine die.

En esta tercera edición participan dos equipos de Segunda División, diez equipos de Segunda División B y ocho equipos del Grupo VIII de la Tercera División de la temporada 2011-12, excluyendo a equipos filiales, para completar los 20 participantes.
Toda la competición es a partido único en campo del equipo de menor categoría en el momento de la disputa del partido. Si hubiese equipos de la misma categoría, se decidiría por sorteo.
Los veinte equipos participantes son:
| De Segunda División               | De Segunda División B | De Tercera División |
| --------------------------------- | --- | --- |
| - Real Valladolid - C.D. Numancia | - U.D. Salamanca - S.D. Ponferradina - C.D. Mirandés - C.F. Palencia - Zamora C.F. - C.D. Guijuelo - Burgos C.F. - G. Segoviana - Arandina Club de Fútbol | - Cultural Leonesa - Villaralbo Club de Fútbol - S.D.Almazán - Real Ávila - C.D. Íscar - Atlético Bembibre - Huracán Z - Atl. Astorga - C.D. Aguilar |

## Desarrollo de la competición
Los emparejamientos hasta las semifinales se deciden por proximidad geográfica. Las semifinales se deciden por sorteo, teniendo en cuenta la categoría de los semifinalistas.
|  | Primera Ronda | Primera Ronda     | Primera Ronda     |      |                   | Segunda ronda | Segunda ronda | Segunda ronda     |      |  | Cuartos de final | Cuartos de final | Cuartos de final |   |  | Semifinales | Semifinales | Semifinales     |   |  | Final | Final         | Final |
|  |               |                   |                   |      |                   |               |               |                   |      |  |                  |                  |                  |   |  |             |             |                 |   |  |       |               |       |
|  |               | Villaralbo C.F.   | 2                 |      |                   |               |               |                   |      |  |                  |                  |                  |   |  |             |             |                 |   |  |       |               |       |
|  |               | Zamora C.F.       | 1                 |      |                   |               |               |                   |      |  |                  |                  |                  |   |  |             |             |                 |   |  |       |               |       |
|  |               | Zamora C.F.       | 1                 |      | Villaralbo C.F.   | 0(4)          |               |                   |      |  |                  |                  |                  |   |  |             |             |                 |   |  |       |               |       |
|  |               |                   |                   |      | Villaralbo C.F.   | 0(4)          |               |                   |      |  |                  |                  |                  |   |  |             |             |                 |   |  |       |               |       |
|  |               |                   | C.D. Guijuelo     | 0(3) |                   |               |               |                   |      |  |                  |                  |                  |   |  |             |             |                 |   |  |       |               |       |
|  |               | Real Ávila        | C.D. Guijuelo     | 0(3) | 0                 |               |               |                   |      |  |                  |                  |                  |   |  |             |             |                 |   |  |       |               |       |
|  |               | Real Ávila        |                   |      | 0                 |               |               |                   |      |  |                  |                  |                  |   |  |             |             |                 |   |  |       |               |       |
|  |               | C.D. Guijuelo     | 3                 |      |                   |               |               |                   |      |  |                  |                  |                  |   |  |             |             |                 |   |  |       |               |       |
|  |               |                   |                   |      |                   |               |               | Villaralbo C.F.   | 1    |  |                  |                  |                  |   |  |             |             |                 |   |  |       |               |       |
|  |               |                   |                   |      |                   |               |               |                   | 1    |  |                  |                  |                  |   |  |             |             |                 |   |  |       |               |       |
|  |               |                   | U.D. Salamanca    | 0    |                   |               |               |                   |      |  |                  |                  |                  |   |  |             |             |                 |   |  |       |               |       |
|  |               |                   | U.D. Salamanca    | 0    |                   |               |               |                   |      |  |                  |                  |                  |   |  |             |             |                 |   |  |       |               |       |
|  |               |                   |                   |      |                   |               |               |                   |      |  |                  |                  |                  |   |  |             |             |                 |   |  |       |               |       |
|  |               |                   |                   |      |                   |               |               |                   |      |  |                  |                  |                  |   |  |             |             |                 |   |  |       |               |       |
|  |               |                   |                   |      |                   |               |               |                   |      |  |                  |                  |                  |   |  |             |             |                 |   |  |       |               |       |
|  |               |                   |                   |      |                   |               |               |                   |      |  |                  |                  |                  |   |  |             |             |                 |   |  |       |               |       |
|  |               |                   |                   |      |                   |               |               |                   |      |  |                  |                  |                  |   |  |             |             |                 |   |  |       |               |       |
|  |               |                   |                   |      |                   |               |               |                   |      |  |                  |                  |                  |   |  |             |             |                 |   |  |       |               |       |
|  |               |                   |                   |      |                   |               |               |                   |      |  |                  |                  |                  |   |  |             |             |                 |   |  |       |               |       |
|  |               |                   |                   |      |                   |               |               |                   |      |  |                  |                  |                  |   |  |             |             |                 |   |  |       |               |       |
|  |               |                   |                   |      |                   |               |               |                   |      |  |                  |                  | Villaralbo C.F.  | 3 |  |             |             |                 |   |  |       |               |       |
|  |               |                   |                   |      |                   |               |               |                   |      |  |                  |                  |                  |   |  |             |             |                 |   |  |       |               |       |
|  |               |                   | Real Valladolid   | 1    |                   |               |               |                   |      |  |                  |                  |                  |   |  |             |             |                 |   |  |       |               |       |
|  |               | C.D. Íscar        | Real Valladolid   | 1    | 2                 |               |               |                   |      |  |                  |                  |                  |   |  |             |             |                 |   |  |       |               |       |
|  |               | C.D. Íscar        |                   |      | 2                 |               |               |                   |      |  |                  |                  |                  |   |  |             |             |                 |   |  |       |               |       |
|  |               | G. Segoviana      | 0                 |      |                   |               |               |                   |      |  |                  |                  |                  |   |  |             |             |                 |   |  |       |               |       |
|  |               | G. Segoviana      | 0                 |      | C.D. Íscar        | 2             |               |                   |      |  |                  |                  |                  |   |  |             |             |                 |   |  |       |               |       |
|  |               |                   |                   |      | C.D. Íscar        | 2             |               |                   |      |  |                  |                  |                  |   |  |             |             |                 |   |  |       |               |       |
|  |               |                   | C.F. Palencia     | 0    |                   |               |               |                   |      |  |                  |                  |                  |   |  |             |             |                 |   |  |       |               |       |
|  |               | C.D. Aguilar      | C.F. Palencia     | 0    | 1(2)              |               |               |                   |      |  |                  |                  |                  |   |  |             |             |                 |   |  |       |               |       |
|  |               | C.D. Aguilar      |                   |      | 1(2)              |               |               |                   |      |  |                  |                  |                  |   |  |             |             |                 |   |  |       |               |       |
|  |               | C.F. Palencia     | 1(4)              |      |                   |               |               |                   |      |  |                  |                  |                  |   |  |             |             |                 |   |  |       |               |       |
|  |               |                   |                   |      |                   |               |               | C.D. Íscar        | 1    |  |                  |                  |                  |   |  |             |             |                 |   |  |       |               |       |
|  |               |                   |                   |      |                   |               |               |                   | 1    |  |                  |                  |                  |   |  |             |             |                 |   |  |       |               |       |
|  |               |                   | Real Valladolid   | 6    |                   |               |               |                   |      |  |                  |                  |                  |   |  |             |             |                 |   |  |       |               |       |
|  |               |                   | Real Valladolid   | 6    |                   |               |               |                   |      |  |                  |                  |                  |   |  |             |             |                 |   |  |       |               |       |
|  |               |                   |                   |      |                   |               |               |                   |      |  |                  |                  |                  |   |  |             |             |                 |   |  |       |               |       |
|  |               |                   |                   |      |                   |               |               |                   |      |  |                  |                  |                  |   |  |             |             |                 |   |  |       |               |       |
|  |               |                   |                   |      |                   |               |               |                   |      |  |                  |                  |                  |   |  |             |             |                 |   |  |       |               |       |
|  |               |                   |                   |      |                   |               |               |                   |      |  |                  |                  |                  |   |  |             |             |                 |   |  |       |               |       |
|  |               |                   |                   |      |                   |               |               |                   |      |  |                  |                  |                  |   |  |             |             |                 |   |  |       |               |       |
|  |               |                   |                   |      |                   |               |               |                   |      |  |                  |                  |                  |   |  |             |             |                 |   |  |       |               |       |
|  |               |                   |                   |      |                   |               |               |                   |      |  |                  |                  |                  |   |  |             |             |                 |   |  |       |               |       |
|  |               |                   |                   |      |                   |               |               |                   |      |  |                  |                  |                  |   |  |             |             |                 |   |  |       |               |       |
|  |               |                   |                   |      |                   |               |               |                   |      |  |                  |                  |                  |   |  |             |             | Villaralbo C.F. | 0 |  |       |               |       |
|  |               |                   |                   |      |                   |               |               |                   |      |  |                  |                  |                  |   |  |             |             | Villaralbo C.F. | 0 |  |       |               |       |
|  |               |                   |                   |      |                   |               |               |                   |      |  |                  |                  |                  |   |  |             |             |                 |   |  |       | C.D. Mirandés | 1     |
|  |               | S.D.Almazán       | 1(2)              |      |                   |               |               |                   |      |  |                  |                  |                  |   |  |             |             |                 |   |  |       | C.D. Mirandés | 1     |
|  |               | S.D.Almazán       | 1(2)              |      |                   |               |               |                   |      |  |                  |                  |                  |   |  |             |             |                 |   |  |       |               |       |
|  |               | Burgos C.F.       | 1(4)              |      |                   |               |               |                   |      |  |                  |                  |                  |   |  |             |             |                 |   |  |       |               |       |
|  |               | Burgos C.F.       | 1(4)              |      | Burgos C.F.       | 1             |               |                   |      |  |                  |                  |                  |   |  |             |             |                 |   |  |       |               |       |
|  |               |                   |                   |      | Burgos C.F.       | 1             |               |                   |      |  |                  |                  |                  |   |  |             |             |                 |   |  |       |               |       |
|  |               |                   | C.D. Mirandés     | 2    |                   |               |               |                   |      |  |                  |                  |                  |   |  |             |             |                 |   |  |       |               |       |
|  |               | Arandina C.F.     | C.D. Mirandés     | 2    | 1                 |               |               |                   |      |  |                  |                  |                  |   |  |             |             |                 |   |  |       |               |       |
|  |               | Arandina C.F.     |                   |      | 1                 |               |               |                   |      |  |                  |                  |                  |   |  |             |             |                 |   |  |       |               |       |
|  |               | C.D. Mirandés     | 2                 |      |                   |               |               |                   |      |  |                  |                  |                  |   |  |             |             |                 |   |  |       |               |       |
|  |               |                   |                   |      |                   |               |               | C.D. Mirandés     | 3(5) |  |                  |                  |                  |   |  |             |             |                 |   |  |       |               |       |
|  |               |                   |                   |      |                   |               |               |                   | 3(5) |  |                  |                  |                  |   |  |             |             |                 |   |  |       |               |       |
|  |               |                   | C.D. Numancia     | 3(4) |                   |               |               |                   |      |  |                  |                  |                  |   |  |             |             |                 |   |  |       |               |       |
|  |               |                   | C.D. Numancia     | 3(4) |                   |               |               |                   |      |  |                  |                  |                  |   |  |             |             |                 |   |  |       |               |       |
|  |               |                   |                   |      |                   |               |               |                   |      |  |                  |                  |                  |   |  |             |             |                 |   |  |       |               |       |
|  |               |                   |                   |      |                   |               |               |                   |      |  |                  |                  |                  |   |  |             |             |                 |   |  |       |               |       |
|  |               |                   |                   |      |                   |               |               |                   |      |  |                  |                  |                  |   |  |             |             |                 |   |  |       |               |       |
|  |               |                   |                   |      |                   |               |               |                   |      |  |                  |                  |                  |   |  |             |             |                 |   |  |       |               |       |
|  |               |                   |                   |      |                   |               |               |                   |      |  |                  |                  |                  |   |  |             |             |                 |   |  |       |               |       |
|  |               |                   |                   |      |                   |               |               |                   |      |  |                  |                  |                  |   |  |             |             |                 |   |  |       |               |       |
|  |               |                   |                   |      |                   |               |               |                   |      |  |                  |                  |                  |   |  |             |             |                 |   |  |       |               |       |
|  |               |                   |                   |      |                   |               |               |                   |      |  |                  |                  |                  |   |  |             |             |                 |   |  |       |               |       |
|  |               |                   |                   |      |                   |               |               |                   |      |  |                  |                  | C.D. Mirandés    | 7 |  |             |             |                 |   |  |       |               |       |
|  |               |                   |                   |      |                   |               |               |                   |      |  |                  |                  |                  |   |  |             |             |                 |   |  |       |               |       |
|  |               |                   | S.D. Ponferradina | 0    |                   |               |               |                   |      |  |                  |                  |                  |   |  |             |             |                 |   |  |       |               |       |
|  |               | Atlético Bembibre | S.D. Ponferradina | 0    | 3                 |               |               |                   |      |  |                  |                  |                  |   |  |             |             |                 |   |  |       |               |       |
|  |               | Atlético Bembibre |                   |      | 3                 |               |               |                   |      |  |                  |                  |                  |   |  |             |             |                 |   |  |       |               |       |
|  |               | Atl. Astorga      | 1                 |      |                   |               |               |                   |      |  |                  |                  |                  |   |  |             |             |                 |   |  |       |               |       |
|  |               | Atl. Astorga      | 1                 |      | Atlético Bembibre | 2             |               |                   |      |  |                  |                  |                  |   |  |             |             |                 |   |  |       |               |       |
|  |               |                   |                   |      | Atlético Bembibre | 2             |               |                   |      |  |                  |                  |                  |   |  |             |             |                 |   |  |       |               |       |
|  |               |                   | Cultural Leonesa  | 0    |                   |               |               |                   |      |  |                  |                  |                  |   |  |             |             |                 |   |  |       |               |       |
|  |               | Huracán Z         | Cultural Leonesa  | 0    | 1                 |               |               |                   |      |  |                  |                  |                  |   |  |             |             |                 |   |  |       |               |       |
|  |               | Huracán Z         |                   |      | 1                 |               |               |                   |      |  |                  |                  |                  |   |  |             |             |                 |   |  |       |               |       |
|  |               | Cultural Leonesa  | 2                 |      |                   |               |               |                   |      |  |                  |                  |                  |   |  |             |             |                 |   |  |       |               |       |
|  |               |                   |                   |      |                   |               |               | Atlético Bembibre | 1    |  |                  |                  |                  |   |  |             |             |                 |   |  |       |               |       |
|  |               |                   |                   |      |                   |               |               |                   | 1    |  |                  |                  |                  |   |  |             |             |                 |   |  |       |               |       |
|  |               |                   | S.D. Ponferradina | 2    |                   |               |               |                   |      |  |                  |                  |                  |   |  |             |             |                 |   |  |       |               |       |
|  |               |                   | S.D. Ponferradina | 2    |                   |               |               |                   |      |  |                  |                  |                  |   |  |             |             |                 |   |  |       |               |       |
|  |               |                   |                   |      |                   |               |               |                   |      |  |                  |                  |                  |   |  |             |             |                 |   |  |       |               |       |
|  |               |                   |                   |      |                   |               |               |                   |      |  |                  |                  |                  |   |  |             |             |                 |   |  |       |               |       |
|  |               |                   |                   |      |                   |               |               |                   |      |  |                  |                  |                  |   |  |             |             |                 |   |  |       |               |       |
|  |               |                   |                   |      |                   |               |               |                   |      |  |                  |                  |                  |   |  |             |             |                 |   |  |       |               |       |
|  |               |                   |                   |      |                   |               |               |                   |      |  |                  |                  |                  |   |  |             |             |                 |   |  |       |               |       |
|  |               |                   |                   |      |                   |               |               |                   |      |  |                  |                  |                  |   |  |             |             |                 |   |  |       |               |       |
|  |               |                   |                   |      |                   |               |               |                   |      |  |                  |                  |                  |   |  |             |             |                 |   |  |       |               |       |
|  |               |                   |                   |      |                   |               |               |                   |      |  |                  |                  |                  |   |  |             |             |                 |   |  |       |               |       |

### Primera Ronda
| 27 de julio de 2011, 19:30 h.         | S.D.Almazán | 1-1 | Burgos C.F. | La Arboleda, Almazán (Soria)                           |                                                        |
|                                       | 18' Gabi    |     | 54' Naya    | Asistencia: 200 espectadores Árbitro(s): Campos Goeloe | Asistencia: 200 espectadores Árbitro(s): Campos Goeloe |
| Burgos C.F. vence en los penaltis 4-2 |             |     |             |                                                        |                                                        |

| 27 de julio de 2011, 20:00 h. | Atlético Bembibre                                        | 3-1 | Atl. Astorga     | La Devesa, Bembibre (León)                              |                                                         |
|                               | 31' David Álvarez · 66' Roberto Puente · 74' Víctor Vega |     | 83' Mario Villar | Asistencia: 100 espectadores Árbitro(s): Quindós Macías | Asistencia: 100 espectadores Árbitro(s): Quindós Macías |

| 28 de julio de 2011, 20:30 h. | Villaralbo C.F.        | 2-1 | Zamora C.F. | Fernández García, Villaralbo (Zamora)                  |                                                        |
|                               | 17' Carmona · 21' Manu |     | 34' Jona    | Asistencia: 500 espectadores Árbitro(s): Vaquero Girón | Asistencia: 500 espectadores Árbitro(s): Vaquero Girón |

| 29 de julio de 2011, 20:00 h. | Huracán Z       | 1-2 | Cultural Leonesa      | Rafa Tejerina, Trobajo del Camino (León)                |                                                         |
|                               | 50' Vila (pen.) |     | 3' Adrián · 85' Murci | Asistencia: 500 espectadores Árbitro(s): González Gómez | Asistencia: 500 espectadores Árbitro(s): González Gómez |

| 29 de julio de 2011, 20:30 h. | Arandina C.F. | 1-2 | C.D. Mirandés            | El Montecillo, Aranda de Duero (Burgos)            |                                                    |
|                               | 50' Ayrton    |     | 19' Lambarri · 66' Pablo | Asistencia: 300 espectadores Árbitro(s): Díez Cano | Asistencia: 300 espectadores Árbitro(s): Díez Cano |

| 30 de julio de 2011, 19:00 h. | C.D. Íscar                     | 2-0 | G. Segoviana | San Miguel, Íscar (Valladolid)                        |                                                       |
|                               | 19' David Alonso · 55' Velayos |     |              | Asistencia: 250 espectadores Árbitro(s): Ferrero Vega | Asistencia: 250 espectadores Árbitro(s): Ferrero Vega |

| 31 de julio de 2011, 18:00 h.              | C.D. Aguilar | 1-1 | C.F. Palencia | Alberto Fernández, Aguilar de Campoo (Palencia)       |                                                       |
|                                            | 85' Guíller  |     | 61' Jandro    | Asistencia: 350 espectadores Árbitro(s): Garrido Ruiz | Asistencia: 350 espectadores Árbitro(s): Garrido Ruiz |
| C.F. Palencia clasificado por penaltis 4-2 |              |     |               |                                                       |                                                       |

| 4 de agosto de 2011, 20:00 h. | Real Ávila | 0-3 | C.D. Guijuelo                              | Adolfo Suárez, Ávila                                  |                                                       |
|                               |            |     | 27' Jonathan · 35' Edu Espada · 39' Romero | Asistencia: 200 espectadores Árbitro(s): Plaza García | Asistencia: 200 espectadores Árbitro(s): Plaza García |

### Segunda Ronda
| 3 de agosto de 2011, 20:00 h. | Burgos C.F. | 1-2 | C.D. Mirandés          | El Plantío, Burgos                                       |                                                          |
|                               | 27' Addison |     | 50' Alain · 53' Iribas | Asistencia: 1500 espectadores Árbitro(s): Cuesta Revilla | Asistencia: 1500 espectadores Árbitro(s): Cuesta Revilla |

| 3 de agosto de 2011, 20:00 h. | Atlético Bembibre            | 2-0 | Cultural Leonesa | La Devesa, Bembibre (León)                              |                                                         |
|                               | 66' David Álvarez · 84' Tano |     |                  | Asistencia: 200 espectadores Árbitro(s): Quindós Macías | Asistencia: 200 espectadores Árbitro(s): Quindós Macías |

| 4 de agosto de 2011, 20:00 h. | C.D. Íscar                | 2-0 | C.F. Palencia | San Miguel, Íscar (Valladolid)                         |                                                        |
|                               | 28' Velayos · 56' Ricardo |     |               | Asistencia: 300 espectadores Árbitro(s): Rivera García | Asistencia: 300 espectadores Árbitro(s): Rivera García |

| 6 de agosto de 2011, 19:30 h. | Villaralbo C.F. | 0-0 | C.D. Guijuelo | Fernández García, Villaralbo (Zamora)                  |  |
| |                 |     |               | Asistencia: 200 espectadores Árbitro(s): Vaquero Girón |  |
| Villaralbo C.F. vence en los penaltis 4-3 El partido comenzó con más de media hora de retraso debido a que la FCYLF no había designado árbitro para el partido. |                 |     |               |                                                        |  |

### Cuartos de final
| 13 de agosto de 2011, 19:00 h. | Villaralbo C.F. | 1-0 | U.D. Salamanca | Fernández García, Villaralbo (Zamora)                |                                                      |
|                                | 92' Carmona     |     |                | Asistencia: 600 espectadores Árbitro(s): Juan Bustos | Asistencia: 600 espectadores Árbitro(s): Juan Bustos |

| 13 de agosto de 2011, 19:30 h.             | C.D. Mirandés                          | 3-3 | C.D. Numancia                               | Anduva, Miranda de Ebro (Burgos)                        |                                                         |
|                                            | 7' Lambarri · 11' Lambarri · 71' Pablo |     | 24' Nagore (pen.) · 38' Juanjo · 83' Nagore | Asistencia: 1.300 espectadores Árbitro(s): Pérez Martín | Asistencia: 1.300 espectadores Árbitro(s): Pérez Martín |
| C.D. Mirandés clasificado por penaltis 5-4 |                                        |     |                                             |                                                         |                                                         |

| 13 de agosto de 2011, 20:30 h. | Atlético Bembibre | 1-2 | S.D. Ponferradina        | La Devesa, Bembibre (León)                              |                                                         |
|                                | 89' Raúl          |     | 15' Mateo · 53' Doménech | Asistencia: 150 espectadores Árbitro(s): Quindós Macías | Asistencia: 150 espectadores Árbitro(s): Quindós Macías |

| 24 de agosto de 2011, 19:00 h. | C.D. Íscar | 1-6 | Real Valladolid                                                                             | San Miguel, Íscar (Valladolid)                             |                                                            |
|                                | 60' Adalia |     | 8' Óscar · 20' Marquitos · 52' Víctor Pérez · 74' Dani Aquino · 77' Dani Aquino · 86' Jofre | Asistencia: 1000 espectadores Árbitro(s): Fernández Felipe | Asistencia: 1000 espectadores Árbitro(s): Fernández Felipe |

### Semifinales
| 20 de septiembre de 2011, 20:45 h. | Villaralbo C.F.                      | 3-1 | Real Valladolid | Fernández García, Villaralbo (Zamora)                    |                                                          |
|                                    | 22' Zambrano · 46' Obispo · 81' Manu |     | 73' Lolo (pen.) | Asistencia: 1000 espectadores Árbitro(s): Alberca García | Asistencia: 1000 espectadores Árbitro(s): Alberca García |

| 21 de septiembre de 2011, 20:00 h. | C.D. Mirandés                                                                              | 7-0 | S.D. Ponferradina | Anduva, Miranda de Ebro (Burgos)                    |                                                     |
|                                    | 30' Aitor Blanco · 63' Alain · 69' Muneta · 76' Alain · 77' Muneta · 84' Alain · 87' Alain |     |                   | Asistencia: 2196 espectadores Árbitro(s): Díez Cano | Asistencia: 2196 espectadores Árbitro(s): Díez Cano |

### Final
{{Partidos|
local =  Villaralbo C.F. |
resultado = 0-1|
visita =  C.D. Mirandés |
fecha =  5 de octubre de 2011, 20:30 h.|
estadio = Fernández García|
ciudad = Villaralbo (Zamora)|
refe = Javier Turienzo Álvarez|
asistencia = 1000|
goleslocal =|
golesvisita =  92' Muneta|
|}

## Goleadores
| # | Jugador        | Equipo            | Goles |
| - | -------------- | ----------------- | ----- |
| 1 | Alain Arroyo   | C.D. Mirandés     | 5     |
| 2 | Ander Lambarri | C.D. Mirandés     | 3     |
| * | Antxón Muneta  | C.D. Mirandés     | 3     |
| 4 | David Álvarez  | Atlético Bembibre | 2     |
| * | Velayos        | C.D. Íscar        | 2     |
| * | Pablo Infante  | C.D. Mirandés     | 2     |
| * | Nagore         | C.D. Numancia     | 2     |
| * | Dani Aquino    | Real Valladolid   | 2     |
| * | Carmona        | Villaralbo C.F.   | 2     |
| * | Manu           | Villaralbo C.F.   | 2     |

## Clasificación completa
| Pos | Equipo                    | Pts | PJ | PG | PE | PP | GF | GC | GAv |
| --- | ------------------------- | --- | -- | -- | -- | -- | -- | -- | --- |
| 1º  | C.D. Mirandés             | 13  | 5  | 4  | 1  | 0  | 15 | 5  | +10 |
| 2º  | Villaralbo Club de Fútbol | 10  | 5  | 3  | 1  | 1  | 6  | 3  | +3  |
| 3º  | Real Valladolid           | 3   | 2  | 1  | 0  | 1  | 7  | 4  | +3  |
| 4º  | S.D. Ponferradina         | 3   | 2  | 1  | 0  | 1  | 2  | 8  | -6  |
| 5º  | Atlético Bembibre         | 6   | 3  | 2  | 0  | 1  | 6  | 3  | +3  |
| 6º  | C.D. Íscar                | 6   | 3  | 2  | 0  | 1  | 5  | 6  | -1  |
| 7º  | C.D. Numancia             | 1   | 1  | 0  | 1  | 0  | 3  | 3  | 0   |
| 8º  | U.D. Salamanca            | 0   | 1  | 0  | 0  | 1  | 0  | 1  | -1  |
| 9º  | C.D. Guijuelo             | 4   | 2  | 1  | 1  | 0  | 3  | 0  | +3  |
| 10º | Cultural Leonesa          | 3   | 2  | 1  | 0  | 1  | 2  | 3  | -1  |
| 11º | Burgos C.F.               | 1   | 2  | 0  | 1  | 1  | 2  | 3  | -1  |
| 12º | C.F. Palencia             | 1   | 2  | 0  | 1  | 1  | 1  | 3  | -2  |
| 13º | S.D.Almazán               | 1   | 1  | 0  | 1  | 0  | 1  | 1  | 0   |
| 14º | C.D. Aguilar              | 1   | 1  | 0  | 1  | 0  | 1  | 1  | 0   |
| 15º | Arandina Club de Fútbol   | 0   | 1  | 0  | 0  | 1  | 1  | 2  | -1  |
| 16º | Huracán Z                 | 0   | 1  | 0  | 0  | 1  | 1  | 2  | -1  |
| 17º | Zamora C.F.               | 0   | 1  | 0  | 0  | 1  | 1  | 2  | -1  |
| 18º | Atl. Astorga              | 0   | 1  | 0  | 0  | 1  | 1  | 3  | -2  |
| 19º | G. Segoviana              | 0   | 1  | 0  | 0  | 1  | 0  | 2  | -2  |
| 20º | Real Ávila                | 0   | 1  | 0  | 0  | 1  | 0  | 3  | -3  |